# Дискография Dimmu Borgir
Дискография Dimmu Borgir, норвежской симфо-блэк-метал группы, состоит из одного демо-альбома, десяти студийных альбомов, шести мини-альбомов, трёх сборников, четырёх синглов и трёх видеоальбомов.
Группа Dimmu Borgir была сформирована в 1993 году тремя людьми: Шагратом, Силенозом, и Тьодалвом в городе Осло, столице Норвегии. Выпустила свой первый мини-альбом Inn i evighetens mørke в 1994 году, и в этом же году вышел полноформатный альбом, For All Tid. Через два года, в 1996 году вышел второй студийный альбом Stormblast под лейблом Cacophonous Records и это был их последний альбом, полностью записанный на норвежском языке, пока группа не перезаписала его в 2005 году под лейблом Nuclear Blast.
Первый их релиз под лейблом Nuclear Blast был для группы уже третьим альбомом, и назывался Enthrone Darkness Triumphant, и он был в то же время их первым альбомом, название которого начало появляться в различных чартах. Через семь недель после начала продаж, альбом занял 26 место в финских чартах и дебютировал в немецких чартах на 75 месте. Перед выпуском четвёртого студийного альбома Spiritual Black Dimensions в 1999 году, Dimmu Borgir выпустил сборник Godless Savage Garden, чтобы, как сказала группа, «охладить фанатов, жаждущих скорейшего выхода альбома Spiritual Black Dimensions».
Через два года, в 2001 году группа выпустила свой пятый альбом, Puritanical Euphoric Misanthropia, а ещё через два года записала свой шестой альбом, который был первым альбомом, попавшим в чарты США — Death Cult Armageddon. В 2005 году группа решила выпустить перезапись своего второго студийного альбома под названием Stormblast MMV за которым последовал их седьмой альбом In Sorte Diaboli в 2007 году, который дебютировал на первом месте в чартах Норвегии и на 43 месте в чарте Billboard 200, и сделал Dimmu Borgir первой норвежской группой после A-ha, пробившейся в чарт United States Top 50.

## Студийные альбомы
| Год  | Название                          | Лейбл         | Наивысшие позиции                                                                                               | Релиз                 |
| ---- | --------------------------------- | ------------- | --- | --------------------- |
| 1994 | For All Tid                       | No Colours    | — | —                     |
| 1996 | Stormblåst                        | Nuclear Blast | — | —                     |
| 1997 | Enthrone Darkness Triumphant      | Nuclear Blast | Финляндия — 26, Германия — 75                                                                                   | 30 мая, 1997 год      |
| 1999 | Spiritual Black Dimensions        | Nuclear Blast | Норвегия — 18, Австрия — 31, Финляндия — 14, Германия — 25, Нидерланды — 98, Швеция — 44                        | 2 марта, 1999 год     |
| 2001 | Puritanical Euphoric Misanthropia | Nuclear Blast | Норвегия — 16, Австрия — 23, Финляндия — 11, Франция — 66, Германия — 16, Нидерланды — 71, Швеция — 28          | 20 марта, 2001 год    |
| 2003 | Death Cult Armageddon             | Nuclear Blast | Норвегия — 2, Австрия — 14, Финляндия — 9, Франция — 35, Германия — 12, Нидерланды — 42, Швеция — 28, США — 170 | 8 сентября, 2003 год  |
| 2005 | Stormblåst MMV                    | Nuclear Blast | Норвегия — 24, Франция — 183, Германия — 87                                                                     | 11 ноября, 2005 год   |
| 2007 | In Sorte Diaboli                  | Nuclear Blast | Норвегия — 1, Австрия — 11, Финляндия — 6, Франция — 34, Германия — 7, Нидерланды — 37, Швеция — 10, США — 43   | 24 апреля, 2007 год   |
| 2010 | Abrahadabra                       | Nuclear Blast | — | 24 сентября, 2010 год |
| 2018 | Eonian                            | Nuclear Blast | — | 4 мая, 2018 год       |

## Демо
| Год  | Название    | Лейбл            | Наивысшие позиции | Релиз |
| ---- | ----------- | ---------------- | ----------------- | ----- |
| 1993 | «Rehearsal» | Самоиздательство | —                 | —     |

## Мини-альбомы
| Год  | Название               | Лейбл               | Релиз               |
| ---- | ---------------------- | ------------------- | ------------------- |
| 1994 | Inn I Evighetens Mørke | Necromantic Gallery | —                   |
| 1996 | Devil's Path           | Hot Records         | —                   |
| 2001 | Alive in Torment       | Nuclear Blast       | 5 февраля, 2002 год |
| 2002 | World Misanthropy      | Nuclear Blast       | 28 мая, 2002 год    |

## Сборники
| Год  | Название                        | Лейбл           | Наивысшие позиции                                            | Релиз                |
| ---- | ------------------------------- | --------------- | ------------------------------------------------------------ | -------------------- |
| 1998 | Godless Savage Garden           | Nuclear Blast   | Австрия — 47, Финляндия — 25, Германия — 56, Нидерланды — 98 | 4 августа, 1998 год  |
| 1999 | Sons of Satan Gather for Attack | Hammerheart     | —                                                            | 7 декабря, 1999 год  |
| 2000 | True Kings of Norway            | Spikefarm       | —                                                            | 13 июня, 2000 год    |
| 2017 | Legacy Magazine Sampler         | Legacy Magazine | —                                                            | 28 февраля, 2017 год |
| 2018 | Eternal Apocalyptic Offerings   | Metal Hammer    | —                                                            | май, 2018 год        |
| 2022 | Dust of Cold Memories           | Nuclear Blast   | —                                                            | 28 октября, 2022 год |
| 2023 | Inspiratio Profanus             | Nuclear Blast   | —                                                            | 8 декабря, 2023 год  |

## Синглы
| Год  | Название                            | Альбом                |
| ---- | ----------------------------------- | --------------------- |
| 2003 | «Progenies of the Great Apocalypse» | Death Cult Armageddon |
| 2004 | «Vredesbyrd»                        | Death Cult Armageddon |
| 2005 | «Sorgens Kammer - Del II»           | Stormblåst MMV        |
| 2007 | «The Serpentine Offering»           | In Sorte Diaboli      |
| 2007 | «The Sacrilegious Scorn»            | In Sorte Diaboli      |
| 2010 | «Gateways»                          | Abrahadabra           |
| 2018 | «Council Of Wolves And Snakes»      | Eonian                |
| 2018 | «Interdimensional Summit»           | Eonian                |
| 2023 | «Perfect Strangers»                 | Inspiratio Profanus   |

## Видео
| Год  | Название                     | Лейбл         | Релиз               | Чарт           |
| ---- | ---------------------------- | ------------- | ------------------- | -------------- |
| 1997 | Live & Plugged Vol. 2        | —             | —                   | —              |
| 2002 | World Misanthropy            | Nuclear Blast | 28 мая, 2002 год    | —              |
| 2008 | The Invaluable Darkness      | Nuclear Blast | 6 октября, 2008 год | Финляндия — 28 |
| 2017 | Forces of the Northern Night | Nuclear Blast | 28 апреля 2017 год  |                |

## Клипы
| Год  | Видео                               | Режиссёр       | Альбом                            |
| ---- | ----------------------------------- | -------------- | --------------------------------- |
| 1995 | «Alt Lys er Svunnet Hen»            | Dimmu Borgir   | Stormblåst                        |
| 1997 | «The Mourning Palace»               | Dimmu Borgir   | Enthrone Darkness Triumphant      |
| 1997 | «Spellbound»                        | Dimmu Borgir   | Enthrone Darkness Triumphant      |
| 1999 | «Arcane Lifeforce Mysteria»         | Dimmu Borgir   | Spiritual Black Dimensions        |
| 2001 | «Puritania»                         | Dimmu Borgir   | Puritanical Euphoric Misanthropia |
| 2003 | «Progenies of the Great Apocalypse» | Патрик Уллэюс  | Death Cult Armageddon             |
| 2003 | «Vredesbyrd»                        | Патрик Уллэюс  | Death Cult Armageddon             |
| 2005 | «Sorgens Kammer – Del II»           | Патрик Уллэюс  | Stormblåst MMV                    |
| 2007 | «The Serpentine Offering»           | Патрик Уллэюс  | In Sorte Diaboli                  |
| 2007 | «The Sacrilegious Scorn»            | Йошим Лютке    | In Sorte Diaboli                  |
| 2008 | «The Chosen Legacy»                 | Тод Джанкер    | In Sorte Diaboli                  |
| 2010 | «Gateways»                          | Сандра Маршнер | Abrahadabra                       |
| 2010 | «Dimmu Borgir»                      | Сандра Маршнер | Abrahadabra                       |
| 2018 | «Interdimensional Summit»           | —              | Eonian                            |
| 2018 | «Council Of Wolves And Snakes»      | Патрик Уллэюс  | Eonian                            |